# Trás-os-Montes et Haut Douro

Région de Trás-os-Montes e Alto Douro

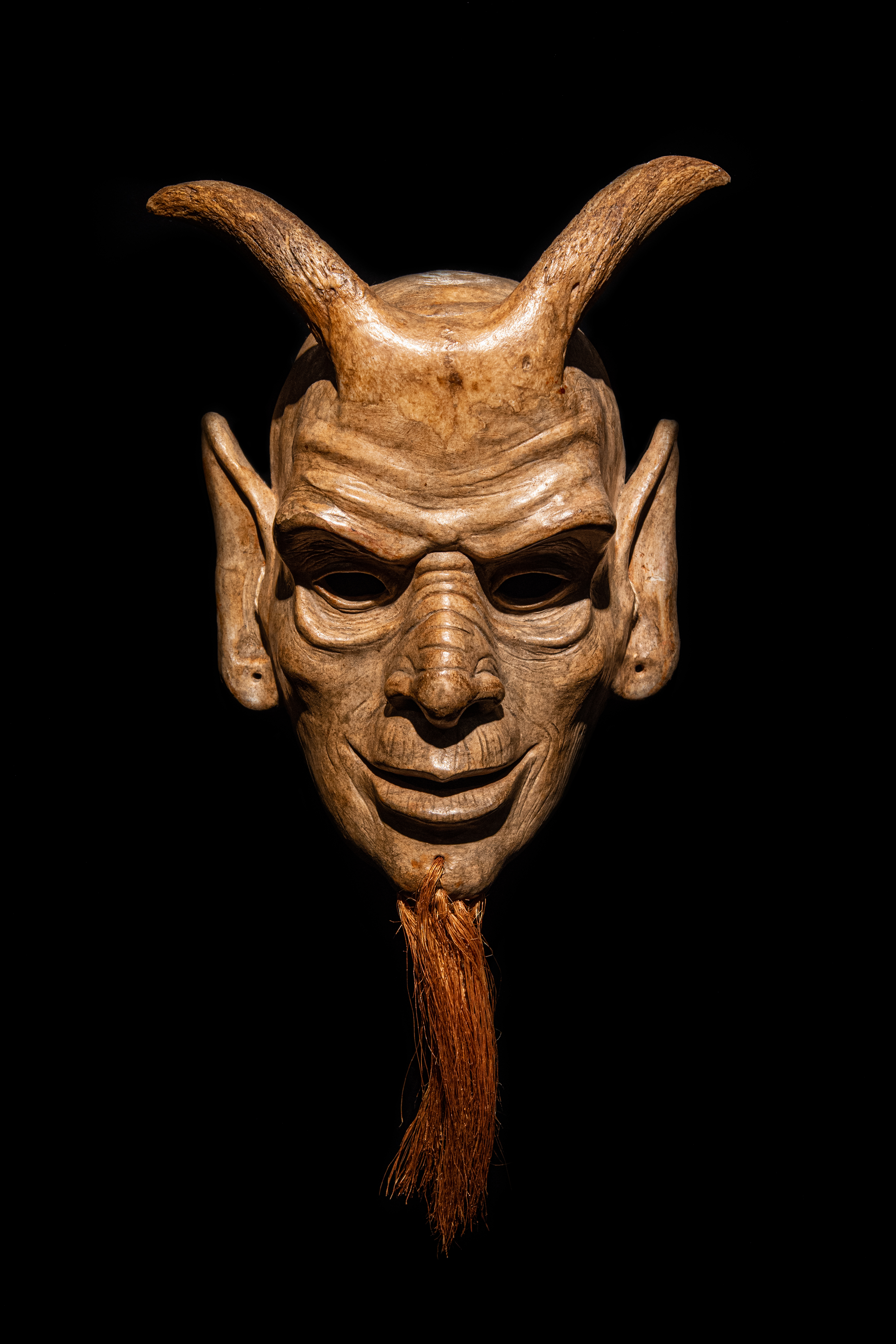
Un masque de diable pour le folklore de Trás-os-Montes et Haut Douro conservé au musée de l'Altino Arantes, Bragança, Brésil.

Trás-os-Montes e Alto Douro est une des provinces (ou régions) historiques naturelles, culturelles et géographiques de l'ancien royaume de Portugal.
Bien que formellement réinstituées par la Deuxième République portugaise, par une réforme administrative de 1936, l'entrée en vigueur de cette réforme prévue pour les années 1950 n'ayant jamais abouti, les provinces n'ont jamais eu d'attribution pratique, surtout depuis l'entrée en vigueur de la Constitution portugaise de 1976. Elles sont néanmoins toujours présentes dans le vocabulaire quotidien des Portugais.
Trás-os-Montes est la région continentale portugaise la plus isolée et la plus lointaine de Lisbonne.
L'orographie (chaîne du Marão) la sépare de la province de Minho et du littoral. Elle est limitée au nord et à l'est par l'Espagne (province d'Ourense en Galice, provinces de Zamora et Salamanque en Castille-et-León), au sud par Beira Alta, et à l'ouest par Minho et Douro Litoral.
Son territoire était constitué de 31 municipalités, intégrant la totalité du district de Bragance et celui de Vila Real, ainsi que de quelques autres municipalités faisant encore partie des districts de Guarda et de Viseu. Sa capitale est Vila Real.
- District de Bragance: Alfândega da Fé, Bragance, Carrazeda de Ansiães, Freixo de Espada à Cinta, Macedo de Cavaleiros, Miranda do Douro, Mirandela, Mogadouro, Torre de Moncorvo, Vila Flor, Vimioso, Vinhais.

- District de Guarda: Vila Nova de Foz Côa.

- District de Vila Real: Alijó, Boticas, Chaves, Mesão Frio, Mondim de Basto, Montalegre, Murça, Peso da Régua, Ribeira de Pena, Sabrosa, Santa Marta de Penaguião, Valpaços, Vila Pouca de Aguiar, Vila Real.

- District de Viseu: Armamar, Lamego, São João da Pesqueira, Tabuaço.

Actuellement, le territoire de l'ancienne province de Trás-os-Montes est dit entièrement intégré dans la Région Nord. Pourtant, cette même Région Nord n'existe pas sur le plan juridique, puisque les régions, prévues par la Constitution de l'actuelle IIIe République portugaise, ont été rejetées en référendum national il y a quelques années.

## Nature
Trás-os-Montes se distingue notamment par les contrastes de son paysage. Le parc naturel de Montesinho est situé au nord, le parc naturel du Douro International à l'ouest, sur la frontière avec l'Espagne, le parc national de Peneda-Gerês au nord-ouest, les montagnes de Marão et de Alvão a l'est et la region de l'Haut Douro Vigneron au Sud, classé Patrimoine de l'Unesco le 14 décembre 2001. Le nord-est de la region est nommé reserve de la biosphère par l'Unesco sous la designation de Meseta Ibérica.